# 大西洋省 (貝寧)

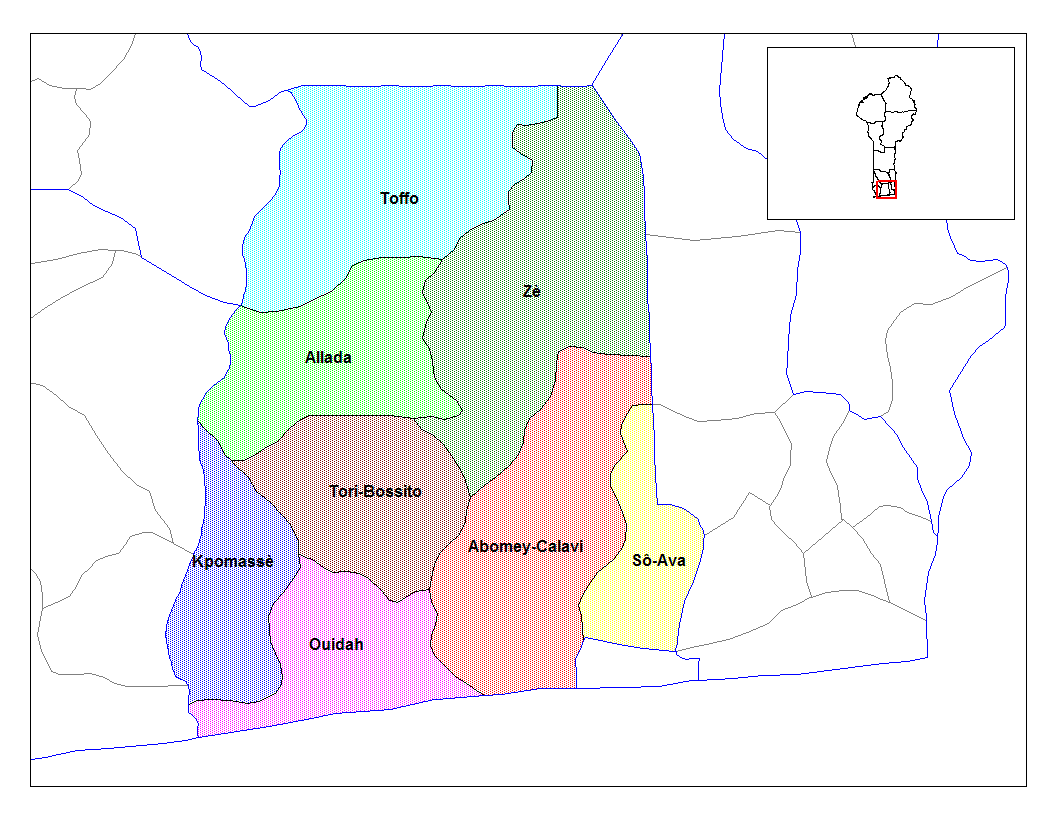
大西洋省的縣份

大西洋省是貝寧的12個省份之一，位於該國南部，下分8縣，首府维达，北接祖省，東面是韋梅省，東南面是濱海省，南臨几內亞灣，西面是莫諾省和庫福省，面積3,233平方公里，2006年人口929,314。